# ESTRACK
La red ESTRACK (European Space Tracking) es una serie de estaciones terrestres de rastreo espacial operada por el Centro Europeo de Operaciones Espaciales (ESOC) en Darmstadt (Alemania) para la Agencia Espacial Europea (ESA). Las estaciones apoyan a varias misiones espaciales de la ESA y facilitan las comunicaciones entre operadores terrestres y sondas científicas como XMM-Newton y Mars Express. Redes similares son dirigidas por los EE. UU., China, Rusia, Japón, y la India.

## Composición

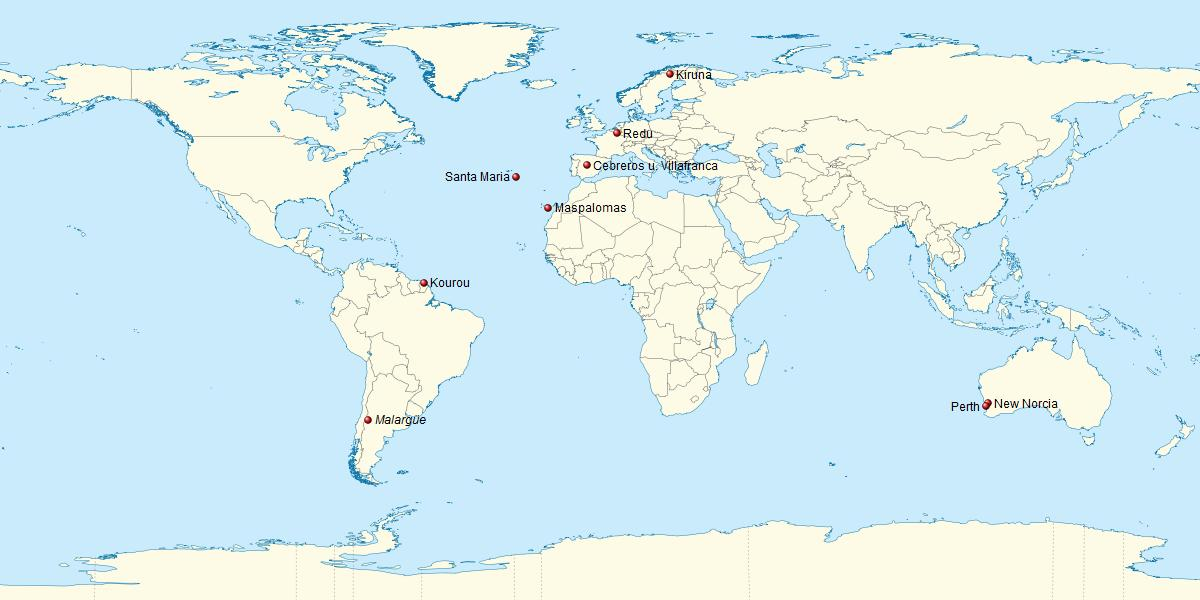
Ubicaciones de las estaciones ESTRACK de la ESA en un mapa del mundo

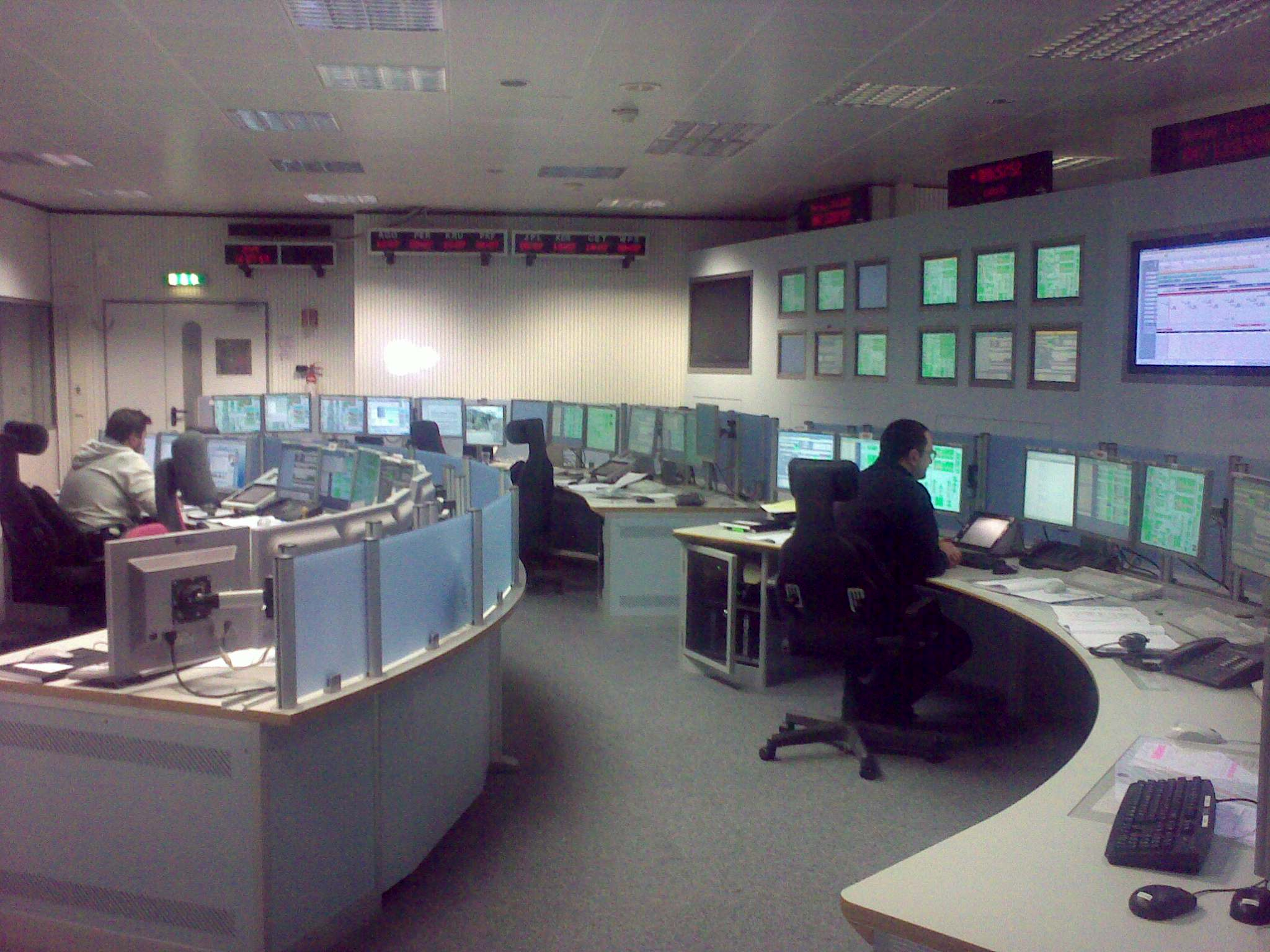
Centro de control ESTRACK en ESOC

Además del centro de control ESTRACK de la ESOC, la red está compuesta por diez estaciones de propiedad de la ESA y cuatro estaciones en cooperación con otras organizaciones. Las estaciones son:

### Estaciones ESA
- Estación Nueva Norcia (DSA1) (Australia)
- Estación Redu (Bélgica)
- Estación Kourou (Guayana Francesa)
- Estación Cebreros (DSA2) (España)
- Estación Maspalomas perteneciente al INTA (Gran Canaria, España)
- Estación de Villafranca (España)
- Estación de Kiruna (Suecia)
- Santa María (Azores, Portugal)
- Estación Malargüe (DSA3) (Argentina).

### Estaciones cooperativas
- Centro espacial de Malindi (Kenia)[1]
- Santiago (Chile)
- Estación Satélite de Svalbard (Noruega)

## Antenas
Cada estación ESTRACK es diferente, apoyando múltiples misiones, algunas compartiendo una o más de las mismas misiones. La red ESTRACK consta de al menos:
- Tres antenas de 35 metros de diámetro (Nueva Norcia, Cebreros y Malargüe).
- Seis antenas de 15 metros y una antena de 13 metros
- Una antena de 12 metros y una antena de 5,5 metros
- Seis antenas GPS-TDAF

También hay al menos once antenas más pequeñas con tamaños de 9,3 a 2,5 metros. Las antenas son operadas remotamente desde el ESTRACK Control Center (ECC) ubicado en ESOC.
El 1 de enero de 2013, la estación de 35 metros de Marlargüe se convirtió en la estación más nueva para unirse a la red de espacio profundo ESTRACK.
La estación en Santa-María puede ser utilizada para rastrear los lanzamientos de Ariane y también es capaz de rastrear los lanzadores Vega y Soyuz operados desde el puerto espacial de la ESA en Kourou, Guayana Francesa.